# Manuel Ferrer i Sitges
Manuel Ferrer i Sitges fou un cavaller membre del Braç Militar de Catalunya, nascut a finals del segle xvii i que va morir durant el segle xviii. Fou un dels nou ponents que va participar en la Junta de Braços del 5 de juliol de 1713 reunida a Barcelona per tal de decidir si es resistia a la invasió per part de les tropes de Felip V o bé es capitulava.
Es té constància del seu discurs complet de Manuel Ferrer i Sitges en aquesta Junta de Braços de 1713 gràcies al capità Francesc de Castellví, qui va publicar la transcripció en castellà d'aquest discurs en el llibre "Narraciones Históricas", publicat en castellà perquè els filipistes no tergiversessin la història ni el destruïssin. La Junta finalment va decretar la guerra a ultrança contra Felip V, una lluita que va continuar a Barcelona fins a l'11 de setembre de 1714.
Francesc Castellví va lluitar amb les tropes de la Coronela de Barcelona contra els filipistes, després de la guerra fou perseguit pels filipistes i s'hagué d'exiliar a Viena. En canvi Manuel Ferrer i Sitges no va anar a l'exili però les tropes filipistes varen quedar-se amb totes les seves possessions.
Algunes paraules eloqüents del seu discurs foren:
- "No donen nostres lleis i privilegis facultat per oposar-se als que injustament volen oprimir-nos?".

- "La independència de conservar estes Ilibertats confirma l’autoritat de Catalunya de pendre les armes per defensa de sos privilegis i lleis".
- "Els castellans es rebenten d’enveja i interpreten la felicitat aliena com el propi infortuni i també, a causa de la inveterada rivalitat amb els catalans, en suporten amb dificultats el creixement".
- "Les infraccions de lleis i privilegis que executaven los ministres del sereníssim Duc d’Anjou són provades; les públiques ofenses i injustícies que en tants anys ha tolerat Catalunya del ministeri castellà s’han fet notòries. Què esperam?".
- "Per totes estes raons sobredites, só de vot que des de luego s’empunyen les armes, s’alcen banderes, s’allisten soldats, no perdent-se un mínim moment".